# Stephan Hilsberg
 (décembre 2021).
Stephan Hilsberg (né le 17 février 1956 à Müncheberg) est un homme politique allemand (SPD) et membre fondateur du parti social-démocrate de la RDA (SDP).
De 2000 à 2002, il est secrétaire d'État parlementaire auprès du ministre fédéral des transports, de la construction et du logement et de 2005 à 2007, il est l'un des vice-présidents du groupe parlementaire SPD.

## Biographie
Hilsberg fréquente la Polytechnische Oberschule jusqu'en 1972, puis fait un apprentissage en tant qu'ouvrier qualifié pour le traitement de données jusqu'en 1974. Il fait ensuite son service militaire dans l'Armée nationale populaire jusqu'en 1976. De 1976 à 1989, il travaille comme programmeur à l'Institut de physique médicale et de biophysique de la Charité à Berlin  En plus de son travail, Hilsberg suit un cours à distance pour devenir ingénieur en informatique à partir de 1985, qu'il termine en 1995. Depuis qu'il a quitté le Bundestag en 2009, Hilsberg travaille comme pigiste pour Deutschlandfunk Kultur, et il élargit également sa carrière de musicien. 
Stephan Hilsberg est marié et père de quatre enfants.

## Parti politique
Après que Hilsberg est impliqué dans les cercles de paix de l'église depuis 1988, il est l'un des membres fondateurs du SDP (Parti social-démocrate en RDA) en octobre 1989 et est élu premier président. De février à juillet 1990, il est directeur général de SDP. Hilsberg travaille dans le "groupe de direction" du cercle Seeheimer du groupe parlementaire SPD, considéré comme conservateur.

## Parlementaire
De mars à octobre 1990, Hilsberg est membre de la première Chambre populaire librement élue en RDA. Il est élu pour le SPD dans la circonscription de Leipzig.
À partir du 3 octobre 1990, il est député du Bundestag, auquel il est jusqu'à la fin du 16e législature en 2009. Depuis novembre 2004, il est le porte-parole du groupe régional Est et membre de la commission parlementaire élargie du groupe parlementaire SPD. De novembre 2005 à mars 2007, il est vice-président du groupe parlementaire SPD chargé des domaines de la circulation, de la construction et du développement urbain, de la construction à l'Est et des pétitions.
En octobre 1990, Hilsberg est l'un des membres du Bundestag envoyés par la Chambre du peuple. Lors de l'élection du Bundestag en décembre 1990, il est élu par la liste d'État de Brandebourg et depuis l'élection du Bundestag en 1994 toujours en représentant la circonscription Bad Liebenwerda - Finsterwalde - Herzberg - Lübben - Luckau (1994 et 1998) et la circonscription Elbe -Elster - Oberspreewald-Lausitz II (depuis 2002) au Bundestag. Aux élections du Bundestag de 2005, il reçoit 34,8% des votes. Lors de l'élection du Bundestag de 2009, le SPD nomme un autre candidat dans sa circonscription.

## Autres mandats
Le 28.novembre 2000, Hilsberg est nommé secrétaire d'État parlementaire auprès du ministre fédéral des transports, de la construction et du logement du gouvernement fédéral, dirigé par le chancelier fédéral Gerhard Schröder (cabinet Schröder I). Après les élections fédérales de 2002, il démissionne le 21 octobre 2002; Iris Gleicke est son successeur.

## Honneurs
- 1996: Chevalier de l'Ordre du Mérite de la République fédérale d'Allemagne